# 迪瓦拉
迪瓦拉（西班牙語：Divalá），是巴拿馬的城鎮，位於該國西部，由奇里基省的阿蘭赫區負責管轄，面積72平方公里，海拔高度30米，2010年人口3,457，人口密度每平方公里48人。